# River-Typ
Die Standardschiffe des River-Typs, auch River-Klasse oder A-Klasse, wurden während des Zweiten Weltkriegs auf australischen Werften gebaut.

## Einzelheiten
Vor dem Hintergrund des anfangs erfolgreichen deutschen U-Boot-Krieges des Zweiten Weltkriegs kam es auf alliierter Seite zu einer Verknappung von Frachtraum. Bald nach Kriegsbeginn wurde in der Folge zunächst die Werftindustrie des Vereinigten Königreichs, bald darauf auch die anderer kriegführender Staaten auf den Bau verschiedener Typen von Standardschiffen umgestellt.
Auch Australien stellte Standardschiffe her. Dazu gründete man 1941 das Australian Shipbuilding Board unter deren Aufsicht ein Neubauprogramm aufgelegt wurde. Die australische Behörde griff beim Bau der A-Klasse, wie die Serie ursprünglich benannt war, auf eine schon erprobte Konstruktion zurück. Die 1938 bei der Werft Caledon Shipbuilding & Engineering Company in Dundee erbaute Scottish Monarch, ein typischer Vertreter der seinerzeit üblichen britischen Trampschiffe, lieferte die Grundlage zum Entwurf. Die etwa 137 Meter langen Shelterdecker mit einer Tragfähigkeiten von rund 9000 Tonnen hatten eine erhöhte Back,  fünf Laderäume, von denen der Laderaum 3 die mittschiffs angeordneten Aufbauten in der Mitte teilte. Die Brückenaufbauten lagen vor der Luke, der Maschinenraum dahinter. Die Schiffe hatten eine Bruttovermessung von rund 5100 BRT (einige Einheiten etwas weniger) und wurden von einer Dreizylinder-Dampfmaschine mit zusätzlicher Abdampfturbine angetrieben, die auf einen einzelnen Festpropeller wirkte und eine Geschwindigkeit von rund zwölf Knoten erlaubte.
In den Jahren 1943 bis 1946 entstanden 13 Einheiten des River-Typ-Trampschiffs. Die Bereederung der vor Kriegsende fertiggestellten Einheiten wurde anfangs von verschiedenen lokalen Reedereien durchgeführt und im Oktober 1947 für alle Schiffe auf das Australian Shipping Board übertragen. Der bekanntere Begriff River-Typ beziehungsweise River-Klasse leitete sich von der Benennung der einzelnen Schiffe nach australischen Flüssen ab. Obwohl als Shelterdecker ausgelegt, waren die Schotten der Schiffe über das Vermessungsdeck hinaus bis zur Höhe eines Volldeckers nach oben geführt, um insbesondere im Kriegseinsatz eine höhere Sicherheit zu gewährleisten.
Bauwerften der Schiffe waren Broken Hill Pty. Company in Whyalla, Evans Deakin & Company in Brisbane, Commonwealth Naval Dockyard in Williamstown und die Cockatoo Docks & Engineering Company in Sydney.

## Die Schiffe
| Die Standardschiffe des River-Typs | Die Standardschiffe des River-Typs | Die Standardschiffe des River-Typs | Die Standardschiffe des River-Typs | Die Standardschiffe des River-Typs                         | Die Standardschiffe des River-Typs |
| Bauname                            | Bauwerft Baunummer                 | IMO-Nummer                         | Ablieferung                        | Auftraggeber (Reederei)                                    | Umbenennungen und Verbleib |
| ---------------------------------- | ---------------------------------- | ---------------------------------- | ---------------------------------- | ---------------------------------------------------------- | --- |
| River Clarence                     | Cockatoo                           | keine                              | Mai 1943                           | Australian Shipbuilding Board (Adelaide Steamship Co.)     | 1960 Golden Alpha, 1968 in Japan verschrottet |
| River Burdekin                     | Evans Deakin                       | 5090945                            | Dezember 1943                      | Australian Shipbuilding Board (Adelaide Steamship Company) | 1959 Djajadwitja, 1971 in Kaoshiung verschrottet |
| River Glenelg                      | Broken Hill                        | keine                              | 16. März 1944                      | Australian Shipbuilding Board (Howard Smith)               | 1960 Bai Feng, im Januar 1963 zum Abbruch an die Kawasaki Dockyard Company verkauft und in Tsuneishi abgebrochen                                                                                     |
| River Derwent                      | Broken Hill                        | keine                              | September 1944                     | Australian Shipbuilding Board (Howard Smith)               | 1959 Echunga, 1961 North Point, im September 1962 vor Hong Kong durch den Typhoon Wanda auf East Brothers Island gestrandet, abgebracht und zum Totalverlust erklärt, 1963 in Hong Kong verschrottet |
| River Fitzroy                      | Evans Deakin                       | keine                              | November 1944                      | Australian Shipbuilding Board (MacDonald Hamilton & Co.)   | im März 1963 zum Abbruch an die Amakasu Sangyo Kisen K.K. in Osaka veräußert |
| River Loddon                       | Commonwealth                       | keine                              | 20. Dezember 1944                  | Australian Shipbuilding Board (McIlwraith McEacharn)       | im März 1963 zur Verschrottung an die Amakasu Sangyo Kisen K.K. in Osaka verkauft |
| River Murchison                    | Broken Hill                        | keine                              | 8. Februar 1945                    | Australian Shipbuilding Board (Huddart Parker)             | im Februar 1963 zum Abbruch an die Amakasu Sangyo Kisen K.K. veräußert, Abbruch ab Mai 1963 in Yokosuka                                                                                              |
| River Murrumbidgee                 | Broken Hill                        | keine                              | 10. Juli 1945                      | Australian Shipbuilding Board (MacDonald Hamilton & Co.)   | im Januar 1963 zur Verschrottung an die Amakasu Sangyo Kisen K.K. verkauft, Abbruch ab März 1963 in Osaka                                                                                            |
| River Mitta                        | Commonwealth                       | keine                              | 5. November 1945                   | Australian Shipbuilding Board (Melbourne Steamship Co.)    | 1959 in Osaka abgewrackt |
| River Murray                       | Broken Hill                        | keine                              | 15. November 1945                  | Australian Shipbuilding Board (Huddart Parker)             | ab Dezember 1959 in Osaka abgebrochen |
| River Hunter                       | Cockatoo                           | keine                              | Mai 1946                           | Australian Shipbuilding Board (Burns Philip & Co.)         | 1959 Sze Feng, 1960 in Hong Kong verschrottet |
| River Norman                       | Evans Deakin                       | keine                              | Juni 1946                          | Australian Shipbuilding Board (James Patrick & Co.)        | 1959 Tung Feng, im September 1962 vor Hong Kong durch den Typhoon Wanda auf Green Island gestrandet, im Oktober 1962 abgebracht und zum Totalverlust erklärt, 1962 in Hong Kong verschrottet         |
| River Burnett                      | Evans Deakin                       | 5297127                            | November 1946                      | Australian Shipbuilding Board                              | 1965 Ionic Coast, 1967 Ilissos, im April 1968 in Saigon festgehalten, im September 1973 von Saigon im Schlepp zum Abbruch nach Kaohsiung                                                             |
| Daten: Lloyd’s Register            |                                    |                                    |                                    |                                                            | |